# Magdalena Mielnik
Magdalena Mielnik (15 de mayo de 1991-7 de noviembre de 2017) fue una deportista polaca que compitió en acuatlón. Ganó una medalla de bronce en el Campeonato Europeo de Acuatlón de 2014.

## Palmarés internacional
| Campeonato Europeo | Campeonato Europeo  | Campeonato Europeo | Campeonato Europeo |
| Año                | Lugar               | Medalla            | Prueba             |
| ------------------ | ------------------- | ------------------ | ------------------ |
| 2014               | Colonia ( Alemania) | Medalla de bronce  | Individual         |